# Rulaman (Band)
Rulaman ist eine Psychedelic-Rock-Band aus Reutlingen.

## Geschichte
Gegründet wurde die Band 2015. Sie erzielte unter dem Namen TheHace (Umbenennung 2019) regionale Erfolge. Das erste Konzert fand im Februar 2016 in der Kaiserhalle in Reutlingen statt.
Nach einer erfolgreichen Crowdfunding-Kampagne 2018 veröffentlichten die Musiker die Debüt-EP Peacemaker im Jahr 2019. Kurz darauf folgte ein Besetzungswechsel am Schlagzeug. 2020 wurde aus dem Quartett ein Trio und Rulaman war als neuer Name ab sofort gültig. 2021 erschien das Konzeptalbum Rulaman.
Das erste Album To Serve the Dune folgte 2023 und erschien bei Tonzonen Records. Es gleichzeitig die erste Veröffentlichung, die auf Schallplatte erhältlich ist.
Die Band spielte unter anderem mehrmals beim Represent-Festival, als Gewinner des Bandcontests auf dem WO?!-Festival und im Doppelkonzert mit The Spacelords.

## Name
Die Idee, ihre Band Rulaman zu nennen, kam den Musikern auf Wanderungen rund um Bad Urach, wo David Friedrich Weinlands Roman aus dem Jahr 1878 spielt.

## Stil
Laut Selbstbeschreibung steht die Band für schwebende, psychedelische Klangteppiche, gewoben aus einem erdigen und anlogen Sound.
Andere bezeichnen es als Classic Rock und Stoner Rock.

## Rezeption

### Time for Metalzum AlbumTo Serve the Dune
„To Serve The Dune ist ein tolles Albumdebüt der Schwaben Rulaman. Sagt man den Schwaben immer wieder ein Stück Geiz nach, so lehren die Tübinger Rulaman uns da doch etwas anderes. Rulaman geizen auf ihrem Debütalbum überhaupt nicht an musikalischen Facetten. Sie servieren neben (Stoner) Rock auch eine Menge an psychedelischen Einflüssen und verabschieden uns mit einem bluesigen Mantra.“

### Whiskey Sodazum AlbumTo Serve the Dune
„Rulaman überzeugen mit einem gelungenen Longplayer, und Fans sollten sich den Bandnamen auf jeden Fall für weitere Veröffentlichungen und auch Liveauftritte merken.“

## Diskografie

### Alben
- 2023: To Serve the Dune (Tonzonen Records)
- 2025: Death Whistle (Tonzonen Records)

### EPs
- 2019: Peacemaker (Eigenveröffentlichung)
- 2021: Rulaman (Eigenveröffentlichung)

### Singles
- 2021: Valley (Eigenveröffentlichung)
- 2022: Thirty Nine (Tonzonen Records)
- 2025: Goblin Liver King - Single Edit (Tonzonen Records)